# Söyüdlü (Gədəbəy)
Söyüdlü è un comune dell'Azerbaigian situato nel distretto di Gədəbəy. Conta una popolazione di 2 372 abitanti.